# Seznam ministrů techniky Československa
Toto je seznam ministrů techniky Československa, který obsahuje chronologický přehled všech členů vlád Československa působících v tomto úřadu (včetně ministrů zasedajících v těchto vládách pod odvozenými oficiálními názvy rezortu, jako ministr pro technický a investiční rozvoj apod.)

## Ministři techniky poválečného Československa
| #  | Jméno | Jméno              | Fotografie | Strana | Vláda                                      | Funkční období                     | Poznámky |
| -- | ----- | ------------------ | ---------- | ------ | ------------------------------------------ | ---------------------------------- | --- |
| 1. |       | Alois Vošahlík     |            | ČSL    | 1. vláda K. Gottwalda                      | 18. července 1946 – 8. srpna 1946  | Ministr techniky. |
| 2. |       | Jan Kopecký        |            | ČSL    | 1. vláda K. Gottwalda                      | 28. srpna 1946 – 20. února 1948    | Ministr techniky. |
| 3. |       | Emanuel Šlechta    |            | ČSS    | 2. vláda K. Gottwalda vláda A. Zápotockého | 25. února 1948 – 20. prosince 1950 | Ministr techniky. Pak rezort zrušen. |
| 4. |       | Václav Ouzký       |            | KSČ    | 2. vláda V. Širokého 3. vláda V. Širokého  | 9. února 1959 – 19. září 1963      | Ministr –předseda Státního výboru pro rozvoj techniky. Od 11. července 1960 v 3. vládě V. Širokého jen předseda Státního výboru pro rozvoj techniky. |
| 5. |       | František Vlasák   |            | KSČ    | vláda J. Lenárta                           | 20. září 1963 – 8. dubna 1968      | Ministr –předseda Státní komise pro rozvoj a koordinaci vědy a techniky (od 10. 11. 1965 Státní komise pro techniku).                                |
| 6. |       | Miloslav Hruškovič |            | KSS    | 1. vláda O. Černíka                        | 30. dubna 1968 – 31. prosince 1968 | Ministr techniky. |

## Federální ministři pro technický a investiční rozvoj Československa
| #  | Jméno | Jméno              | Fotografie | Strana | Vláda                                                                                   | Funkční období                     | Poznámky |
| -- | ----- | ------------------ | ---------- | ------ | --------------------------------------------------------------------------------------- | ---------------------------------- | --- |
| 1. |       | Miloslav Hruškovič |            | KSS    | 2. vláda O. Černíka 3. vláda O. Černíka                                                 | 1. ledna 1969 – 28. ledna 1970     | Ministr –předseda Výboru pro technický a investiční rozvoj.                                                             |
| 2. |       | Oldřich Černík     |            | KSČ    | 1. vláda L. Štrougala                                                                   | 28. ledna 1970\| – 23. června 1970 | Ministr –předseda Výboru pro technický a investiční rozvoj.                                                             |
| 3. |       | Ladislav Šupka     |            | KSČ    | 1. vláda L. Štrougala 2. vláda L. Štrougala 3. vláda L. Štrougala 4. vláda L. Štrougala | 23. června 1970 – 20. června 1983  | Ministr –předseda Výboru pro technický a investiční rozvoj. Od 1. ledna 1971 ministr pro technický a investiční rozvoj. |
| 4. |       | Jaromír Obzina     |            | KSČ    | 4. vláda L. Štrougala                                                                   | 20. června 1983 – 31. října 1983   | Pověřený řízením ministerstva pro technický a investiční rozvoj. Pak rezort zrušen.                                     |
| 5. |       | Jaromír Obzina     |            | KSČ    | 5. vláda L. Štrougala 6. vláda L. Štrougala                                             | 16. června 1986 – 11. října 1988   | Ministr –předseda Státní komise pro vědeckotechnický a investiční rozvoj.                                               |
| 6. |       | Pavol Hrivnák      |            | KSS    | vláda L. Adamce                                                                         | 12. října 1988 – 19. června 1989   | Ministr –předseda Státní komise pro vědeckotechnický a investiční rozvoj.                                               |
| 7. |       | Karel Juliš        |            | KSČ    | vláda L. Adamce                                                                         | 19. června 1989 – 3. prosince 1989 | Ministr –předseda Státní komise pro vědeckotechnický a investiční rozvoj.                                               |
| 8. |       | František Reichel  |            | ČSL    | 1. vláda M. Čalfy                                                                       | 10. prosince 1989 – 6. dubna 1990  | Ministr –předseda Státní komise pro vědeckotechnický a investiční rozvoj.                                               |
| 9. |       | Armin Delong       |            | nestr. | 1. vláda M. Čalfy                                                                       | 6. dubna 1990 – 27. června 1990    | Ministr –předseda Státní komise pro vědeckotechnický a investiční rozvoj.                                               |